# Fèlix Llimós i Chalamanch
Fèlix Llimós i Chalamanch (Barcelona, 22 de novembre de 1916 - Vilassar de Mar, 2 de maig de 1983) fou un futbolista català dels anys 1940.

## Trajectòria
Començà a la Penya Saprissa, l'equip filial de l'Espanyol, d'on passà al Fortpienc i a la UE Sant Andreu un any abans de començar la Guerra Civil. Tot just acabada la contesa ingressà al RCD Espanyol, on jugà més d'una dècada fins a 1951. Al club blanc-i-blau formà un gran mig del camp al costat d'homes com Jaume Arasa o Isidre Rovira. Fou campió de la Copa d'Espanya l'any 1940, temporada en la qual també fou campió de Catalunya, i finalista de copa els anys 1941 i 1947.
Jugà tres partits amb la selecció catalana de futbol entre 1941 i 1944. El 10 de juny de 1951 es disputà un partit d'homenatge a Fèlix Llimós a Sarrià en el qual l'Espanyol derrotà el València CF per 4 a 1.

## Palmarès
RCD Espanyol
- Copa espanyola: 1
  - 1939-40
- Campionat de Catalunya de futbol: 1
  - 1939-40